# Nuevos cuentos andinos
Nuevos cuentos andinos es un libro de cuentos indigenistas, del escritor peruano Enrique López Albújar, publicado en 1937 como continuación de Cuentos andinos.

## Composición y publicación
Cuando compuso este libro de cuentos, Enrique López Albújar era ya un literato reconocido tanto en su país como a nivel internacional. Había publicado en 1920 una serie de relatos, titulado Cuentos andinos, que fue reeditado varias veces y fue bien recibida por la crítica. Este éxito le impulsó a producir una nueva serie de cuentos, de la misma temática, inspirada en los habitantes y escenarios de Huánuco. La obra se publicó en 1937, en Santiago de Chile y a través de la editorial Ercilla que dirigía su compatriota Luis Alberto Sánchez.
La obra fue reeditada fragmentariamente en Lima, en 1962. Y diez años años después, fue publicada en su integridad por la Editorial de Juan Mejía Baca.

## Estructura
Reúne siete cuentos:
- «El brindis de los Yayas»
- «Huayna-Pishtanac»
- «El blanco»
- «Cómo se hizo pishtaco Calixto»
- «El trompiezo»
- «Juan Rabines no perdona»
- «Una posesión judicial»

## Valoración
Esta obra viene a ser, en buena medida, continuación de Cuentos andinos, con personajes y temática indigenistas, pero su exposición tiene esta vez algunas variantes. La violencia, que en la anterior serie de cuentos provenía de la comunidad indígena, esta vez la desarrolla como algo que surge en el ambiente andino, llevada a cabo tanto por los indígenas, como por los mistis (hombres blancos). Para el autor es pues, el ambiente en sí, y no el origen étnico, lo que convierte a los hombres en desalmados.
La formación legalista o judicial del autor es lo que sin duda hace que ponga a la justicia como el mayor valor en el desarrollo de sus relatos, aunque esa justicia implique cometer actos de salvajismo, que rayan hasta en el canibalismo. El sentido de lo justo va siempre de la mano con el necesario coraje para imponerlo y defenderlo.